# 戦場のカルマ
『戦場のカルマ』 (KARMA RETURNS) は、韓国のオンラインゲーム開発・作製会社Dragon flyが開発し、日本ではNHN Japanが運営するハンゲームで、プレイできるオンラインマルチプレイFPS。

## 沿革
- 2009年7月22日・・・クローズドベータテスト開始。
- 2009年8月28日・・・正式サービス開始。
- 2010年2月24日・・・大規模な仕様変更が行われる。
- 2010年9月29日・・・新仕様の公開演習（オープンβテスト）が開催される。
- 2010年10月6日・・・2回目となる大規模な仕様変更が行わる。
- 2012年5月1日0時6分頃・・・日本国内でのサービス終了。

## ゲームモード

### 個人戦
自分以外のほかのプレイヤー全てを敵にした状態で戦闘をするモード。

規定スコアを達成したプレイヤーが勝利となる。（1キル＝1ポイント）

規定スコアは10,20,30の3種類。

### 爆破
攻撃側はラウンド開始から3分以内に目標地点に爆弾を設置し、防衛するか敵チーム全員を殲滅する事で勝利。防御側は敵チーム全員を殲滅するか、設置された爆弾が爆発する前に解除すれば勝利となる。
規定ラウンド勝利数を達成したチームが勝利となる。規定ラウンド数は5,6,7,8,9の5種類。

### 奪取
攻撃側は目標物をラウンド開始から3分以内に奪取ポイントに持ち帰るか敵チーム全員を殲滅すれば勝利。防御側は目標物を奪取される前に敵全員を殲滅するか、ラウンド開始から3分間奪取されなければ勝利。
規定ラウンド勝利数を達成したチームが勝利となる。規定ラウンド数は5,6,7,8,9の5種類。

### 脱出
攻撃側はラウンド開始から3分以内に脱出ポイントに1人でも逃げ切れば勝利。防御側は脱出される前に敵全員を殲滅するか、ラウンド開始から3分間脱出されなければ勝利。
規定ラウンド勝利数を達成したチームが勝利となる。規定ラウンド数は5,6,7,8,9の5種類。

### ディフェンスフラッグ
マップのフラッグ位置を規定時間占領したチームの勝利。

規定占領時間は200,300,400（秒）の3種類。

### 個人サバイバル
個人戦のリスポーンタイミングがラウンド開始時になったルール。最後の1人に生き残っていれば勝利となる。
規定ラウンド数を終了した際に獲得したポイントが最も多いプレイヤーが勝利となる。規定ラウンド数は5,6,7,8,9,10の6種類。

### チームデスマッチ
2つのチームが敵チームを互いに殲滅し合うモード。規定数の敵を殲滅した側が勝利となる。

規定殲滅数は100,150,200の3種類。

### 殲滅
チームデスマッチに「感染者」が介入したモード。このモードでは敵を殲滅した数では無く感染者の排除数がポイントとなる。
銃器を持った感染者は1ポイント、爪型の武器を持ち高速移動する感染者は5ポイント、感染者のボスは10ポイントとなる。
規定排除数は600,800,1000の3種類。

## 経験値「EXP」、ゲーム内通貨「KP」、スキルポイント「SP」について

### EXP
1. 敵を射殺する
2. 爆弾を設置する
3. 爆弾を爆発させる
4. 爆弾を解除する
5. 目標物を奪取する

等によりEXPを獲得する事が可能となる。EXPは同ルームでプレイ中のユーザーが多いほどボーナスが加算される。

### KP
KPはゲーム内で主に、
1. 武器を購入する
2. 武器を修理する
3. アイテムを購入する
4. スキルを取得する

事に使用する。KP取得にボーナス等の概念は無く、何秒プレイをしたかによって支給される。現在は1分につき27KPの割合で支給される。

実際の支給KPは秒単位で計算されるためこれより複雑である。

現金を支払い、「LGD_Box」を購入しその中のアイテムからKPを獲得する事も可能。

### SP
KPと同じく、プレイした時間により支給がされる。仕様変更により、400分のプレイにつき1SPの配布だったが200分につき1SPと2倍になった。

## スキルシステム
2010年10月6日のアップデートにより追加されたシステム。

一定時間プレイと獲得出来る「スキルポイント」（以下SP）とゲーム内通貨である「KP」を使用してスキルを獲得する。

### 基本スキル
どのキャラクターにも必ずついている基本的なスキル。
| スキル名             | 最大レベル | 効果                                                     | 備考                                                                      |
| -------------------- | ---------- | -------------------------------------------------------- | ------------------------------------------------------------------------- |
| ダイイングメッセージ | Lv.2       | 味方をキルした敵ユーザーを一定時間ミニマップに表示する。 | 特殊スキル「シュタウフェンベルクの教え」で回避可能。                      |
| 空中偵察             | Lv.3       | 生存している敵ユーザーをミニマップに表示する。           | 固有スキル「隠密行動」で回避可能。死なずに連続で3回キルする事が発動条件。 |
| 正確度向上           | Lv.3       | 一般的な姿勢での射撃正確度が向上する。                   |                                                                           |
| 安定性向上           | Lv.3       | 「安定した姿勢」での射撃反動が軽減される。               |                                                                           |
| 安定性向上           | Lv.3       | 「安定した姿勢」での射撃反動が軽減される。               |                                                                           |
| ファストリカバリー   | Lv.3       | オート射撃で揺らいだクロスヘアの復帰速度が向上する。     |                                                                           |
| 照準器の心得         | Lv.3       | アイアンサイト時の反動が軽減される。                     | アイアンサイトを覗いていない際には適用されない。                          |
|                      |            |                                                          |                                                                           |

### 特殊スキル
キャラクターによってスキル所持に有無があるスキル。
| スキル名                   | 最大レベル | 効果                                       | 備考                                     |
| -------------------------- | ---------- | ------------------------------------------ | ---------------------------------------- |
| ジャミング                 | Lv.3       | 敵軍のミニマップを一時的に妨害する。       | 死なずに連続で4回キルする事が発動条件。  |
| 精密爆撃                   | Lv.3       | 任意の位置へ精密爆撃を行う。               | 死なずに連続で4回キルする事が発動条件。  |
| スパイゲーム               | Lv.3       | 死亡後に敵の視点で観察する事が可能。       | 爆破、奪取ミッションでのみ発動。         |
| シュタウフェンベルクの教え | Lv.1       | スキル「ダイイングメッセージ」を回避する。 |                                          |
| イベイション               | Lv.3       | 左右への移動速度が上昇する。               | 上下の移動速度には反映しない。           |
| 屈伸技術                   | Lv.3       | しゃがみ時の命中精度が向上する。           |                                          |
| ザイチェフの呼吸法         | Lv.3       | スコープの呼吸停止時間を延長する。         | スナイパーライフルのスコープにのみ有効。 |
| スプリンター               | Lv.3       | ダッシュ時の移動速度が上昇する。           | 通常移動には反映しない。                 |
| アクティブリロード         | Lv.3       | リロード速度が上昇する。                   |                                          |
| ムービングショット         | Lv.3       | 移動時の命中精度が向上する。               | 腰だめ射撃かつ移動中のみ有効。           |
| 二つの心臓                 | Lv.3       | ダッシュ可能時間が延長される。             | Lv.3でダッシュ可能時間が無限になる。     |
| 虫の息                     | Lv.3       | スコープの呼吸による揺れを軽減する。       |                                          |
| リフレックス               | Lv.3       | 照準器の展開速度が向上される。             |                                          |
|                            |            |                                            |                                          |

### 固有スキル
そのキャラクターにのみついている固有的なスキル。
| スキル名               | 最大レベル | 効果                                                                   | 備考                                   |
| ---------------------- | ---------- | ---------------------------------------------------------------------- | -------------------------------------- |
| 隠密行動               | Lv.1       | 「空中探査」の回避が可能になる。                                       | キャラクター「Karl」のみ使用可能。     |
| カモフラージュ         | Lv.1       | 照準を合わされても名前が表示されない。                                 | キャラクター「Karl」のみ使用可能。     |
| ギア改造技術           | Lv.3       | 連射が可能な銃の連射速度を向上させる。                                 | キャラクター「Gunther」のみ使用可能。  |
| 分隊長                 | Lv.3       | 1秒以上Aimした相手を味方全員のミニマップに表示。                       | キャラクター「Zhukov」のみ使用可能。   |
| ドロー                 | Lv.3       | 連続3キルを達成した敵ユーザーをミニマップに一定時間表示する。          | キャラクター「Zhukov」のみ使用可能。   |
| 体術強化               | Lv.3       | 近接武器が届く距離が長くなる。                                         | キャラクター「Lyuva」のみ使用可能。    |
| タッピングコントロール | Lv.3       | 単発射撃時の照準回復速度が向上する。                                   | キャラクター「Eileen」のみ使用可能。   |
| 鹵獲名人               | Lv.3       | 敵を射殺した際、最も高いスロットナンバーに登録した銃の弾薬を補充する。 | キャラクター「Guderian」のみ使用可能。 |
|                        |            |                                                                        |                                        |

## 登場する武器
プライマリウェポン、セカンダリウェポン、近接武器、投擲武器に分かれる。

非売品はゲーム内課金アイテム「LGD_Box」で一定確率で入手可能。

イベント限定武器はイベント時に配布されたユーザーのみ所持している。

### アサルトライフル
| ゲーム内名称     | 実銃名称                | 購入価格(KP)              | 装弾数/総弾数 |
| ---------------- | ----------------------- | ------------------------- | ------------- |
| FG42             | FG42                    | 25000                     | 25/150        |
| StG44            | StG44                   | 32000                     | 30/150        |
| AVS-36           | シモノフM1936半自動小銃 | 30000                     | 15/120        |
| PPSh41           | PPSh-41                 | 25000                     | 71/142        |
| M1Garand         | M1ガーランド            | 28000                     | 8/40          |
| SKS              | SKSカービン             | 29000                     | 10/50         |
| M1Carbine        | U.S.M1カービン          | 35000                     | 15/45         |
| M2Carbine        | M2カービン              | 33000                     | 30/150        |
| AKS-74           | AKS-74                  | 47000                     | 30/120        |
| LGD_AK-47        | AK-47                   | LGD_BOXより一定確率で出現 | 30/120        |
| LGD_StG44b       | StG44                   | LGD_BOXより一定確率で出現 | 30/150        |
| GOLD_StG44b      | StG44                   | イベント限定武器          | 30/150        |
| LGD_AVS-36 Ver.C | シモノフM1936半自動小銃 | LGD_BOXより一定確率で出現 | 20/120        |
| LGD_PPS41b       | PPSh-41                 | LGD_BOXより一定確率で出現 | 71/142        |
| LGD_M16A2        | M16A2                   | LGD_BOXより一定確率で出現 | 30/150        |
|                  |                         |                           |               |

### スナイパーライフル
| ゲーム内名称 | 実銃名称                | 購入価格(KP)              | 装弾数/総弾数 |
| ------------ | ----------------------- | ------------------------- | ------------- |
| Kar98k       | Kar98k                  | 27000                     | 5/25          |
| Mosin-Nagant | モシン・ナガンM1891/30  | 27000                     | 5/25          |
| SVT-40       | トカレフM1940半自動小銃 | 38000                     | 10/50         |
| G43          | ワルサーGew43半自動小銃 | 35000                     | 10/50         |
| Lee-Enfield  | リー・エンフィールド    | 42000                     | 10/10         |
| LGD_MN-Btype | モシン・ナガンM1891/30  | LGD_BOXより一定確率で出現 | 5/25          |
|              |                         |                           |               |

### マシンガン
| ゲーム内名称 | 実銃名称             | 購入価格(KP)              | 装弾数/総弾数 |
| ------------ | -------------------- | ------------------------- | ------------- |
| MG42         | グロスフスMG42機関銃 | 調査中                    | 200/200       |
| Degtyarev    | DP28軽機関銃         | 31000                     | 100/200       |
| Breda Mod30  | ブレダM30軽機関銃    | 37000                     | 20/140        |
| LGD_Madsen   | マドセン軽機関銃     | LGD_BOXより一定確率で出現 | 40/120        |
|              |                      |                           |               |

### 重火器
| ゲーム内名称 | 実銃名称             | 購入価格(KP)              | 装弾数/総弾数 |
| ------------ | -------------------- | ------------------------- | ------------- |
| RPG-2        | RPG-2                | 調査中                    | 1/2           |
| Panzerfaust  | パンツァーファウスト | 33000                     | 1/2           |
| M1941 50mm   | 50mm軽迫撃砲RM-41    | 41000                     | 1/7           |
| leGrW36      | 5 cm leGrW 36        | 43000                     | 1/7           |
| LGD_PIAT     | PIAT                 | LGD_BOXより一定確率で出現 | 1/2           |
| LGD_CrossBow | クロスボウ           | LGD_BOXより一定確率で出現 | 1/6           |
|              |                      |                           |               |

### サブマシンガン
| ゲーム内名称    | 実銃名称               | 購入価格(KP) | 装弾数/総弾数 |
| --------------- | ---------------------- | ------------ | ------------- |
| MP40            | MP40                   | 23000        | 32/96         |
| M1A1 Thompson   | M1A1                   | 30000        | 20/80         |
| PPS43           | PPS-43                 | 23000        | 35/105        |
| Lanchester MK.1 | ランチェスター短機関銃 | 30000        | 32/96         |
|                 |                        |              |               |

### ボルトアクションライフル
| ゲーム内名称 | 実銃名称               | 購入価格(KP)              | 装弾数/総弾数 |
| ------------ | ---------------------- | ------------------------- | ------------- |
| Kar98k-Atype | Kar98k                 | LGD_BOXより一定確率で出現 | 5/15          |
| MN-Atype     | モシン・ナガンM1891/30 | LGD_BOXより一定確率で出現 | 5/15          |
|              |                        |                           |               |

### 拳銃
| ゲーム内名称     | 実銃名称         | 購入価格(KP)              | 装弾数/総弾数 |
| ---------------- | ---------------- | ------------------------- | ------------- |
| Walther P38      | ワルサーP38      | 15000                     | 8/40          |
| Tokarev TT33     | トカレフTT-33    | 16000                     | 8/40          |
| LGD_DesertEagle  | デザートイーグル | LGD_BOXより一定確率で出現 | 7/35          |
| GOLD_Walther P38 | ワルサーP38      | イベント限定武器          | 8/40          |
|                  |                  |                           |               |

### 手榴弾
| ゲーム内名称 | 実物名称        | 購入価格(KP)   | 装弾数/総弾数 |
| ------------ | --------------- | -------------- | ------------- |
| M24Grenade   | M24型柄付手榴弾 | 調査中         | 1/1           |
| RGD33Grenade | RGD-33手榴弾    | 350/1日        | 1/1           |
| M39Smoke     | 不明            | 調査中         | 1/1           |
| RGD37Grenade | RGD-33手榴弾    | 現在は入手不可 | 1/1           |
|              |                 |                |               |

### 薬品
| ゲーム内名称 | 実物名称 | 購入価格(KP) | 装弾数/総数量 |  |
| ------------ | -------- | ------------ | ------------- |  |
| 治療薬       | 医薬品   | 270/1日      | 1/2           |  |
| アドレナリン | 医薬品   | ???/1日      | 1/1           |  |